# Болгаро-японские отношения
Болгаро-японские отношения — двусторонние дипломатические отношения между Болгарией и Японией, а также их предшественниками. Оба государства состоят в ООН.

## Сравнительная характеристика
|                     | Болгария                                              | Япония                                              |
| ------------------- | ----------------------------------------------------- | --------------------------------------------------- |
| Население           | 6 847 402                                             | 125 309 000                                         |
| Территория          | 110 879 км²                                           | 377,976 или 372,8 тыс. км²                          |
| Плотность населения | 66,2 чел./км²                                         | 336,3 чел./км²                                      |
| Столица             | София                                                 | Токио                                               |
| Крупнейший город    | София                                                 | Токио                                               |
| Форма правления     | парламентская республика                              | конституционная монархия                            |
| Язык                | болгарский                                            | японский                                            |
| Основная религия    | Православие                                           | Синтоизм                                            |
| ВВП (номинал)       | 64,963 млрд долларов США (18,501 $ на душу населения) | 4395 млрд долларов США (34 611 $ на душу населения) |
| ИРЧ                 | 0,795                                                 | 0,925                                               |

## История
Первые контакты были установлены в 1909 году. Болгария поддержала Россию в русско-японской войне, отправив Отряд Болгарского Красного Креста. В Первой мировой войне были врагами: Японская империя вступила в войну на стороне Антанты, в то время как Болгария вступила на стороне Центральных держав. 16 октября 1915 года страны Антанты объявили войну Болгарии. Но, потерпев поражение в войне, Болгария заключила перемирие с Антантой 29 сентября 1918 года. 27 ноября 1919 был подписан мирный договор между странами. В 1939 году были установлены дипломатические отношения.10 мая 1941 года Болгария признала марионеточное государство Японии Маньчжоу-го, а затем в июле 1941 признала Режим Ван Цзинвэя. 25 ноября 1941 года Болгария присоединилась к «Антикоминтерновскому пакту», в котором уже состояла Япония. Во Второй мировой войне страны были союзниками, вступившие в войну на стороне «оси» и их союзников.

## Современность
На данный момент Болгария имеет посольство в Токио, а Япония имеет посольство в Софии.
С 2004 по 2009 год Благовест Сендов был послом Болгарии в Японии, а с 7 августа 2007 по 29 ноября 2010 года Цунэхару Такэда являлся послом и полномочным представителем Японии в Болгарии. В 2012 году Япония приняла болгарскую парламентскую делегацию.